# ITF Vancouver
Das ITF Vancouver (offiziell: Odlum Brown Vanopen) ist ein Tennisturnier des ITF Women’s Circuit, das in Vancouver, Kanada ausgetragen wird.

## Siegerliste

### Einzel
| Jahr                                             | Siegerin            | Finalgegnerin       | Ergebnis       |
| ------------------------------------------------ | ------------------- | ------------------- | -------------- |
| ↓ Kategorie: $25.000 ↓                           |                     |                     |                |
| 2002                                             | Marija Scharapowa   | Laura Granville     | 0:6, 6:3, 6:1  |
| 2003                                             | Anna-Lena Grönefeld | Vilmarie Castellvi  | 6:2, 6:4       |
| 2004 gab es ein WTA-Turnier; siehe WTA Vancouver |                     |                     |                |
| 2005                                             | Ansley Cargill      | Mélanie Gloria      | 6:4, 6:2       |
| 2006                                             | Ansley Cargill      | Valérie Tétreault   | 7:5, 6:4       |
| ↓ Kategorie: $50.000 ↓                           |                     |                     |                |
| 2007                                             | Anne Keothavong     | Stéphanie Dubois    | 7:5, 6:1       |
| 2008                                             | Urszula Radwańska   | Julie Coin          | 2:6, 6:3, 7:5  |
| ↓ Kategorie: $75.000 ↓                           |                     |                     |                |
| 2009                                             | Stéphanie Dubois    | Sania Mirza         | 1:6, 6:4, 6:4  |
| 2010                                             | Jelena Dokić        | Virginie Razzano    | 6:1, 6:4       |
| ↓ Kategorie: $100.000 ↓                          |                     |                     |                |
| 2011                                             | Aleksandra Wozniak  | Jamie Hampton       | 6:3, 6:1       |
| 2012                                             | Mallory Burdette    | Jessica Pegula      | 6:3, 6:0       |
| 2013                                             | Johanna Konta       | Sharon Fichman      | 6:4, 6:2       |
| 2014                                             | Jarmila Gajdošová   | Lessja Zurenko      | 3:6, 6:2, 7:63 |
| 2015                                             | Johanna Konta       | Kirsten Flipkens    | 6:2, 6:4       |
| 2016 fand kein Turnier statt                     |                     |                     |                |
| 2017                                             | Maryna Zanevska     | Danka Kovinić       | 5:7, 6:1, 6:3  |
| 2018                                             | Misaki Doi          | Heather Watson      | 6:74, 6:1, 6:4 |
| 2019                                             | Heather Watson      | Sara Sorribes Tormo | 7:5, 6:4       |

### Doppel
| Jahr                                             | Siegerinnen                          | Finalgegnerinnen                      | Ergebnis          |
| ------------------------------------------------ | ------------------------------------ | ------------------------------------- | ----------------- |
| ↓ Kategorie: $25.000 ↓                           |                                      |                                       |                   |
| 2002                                             | Amanda Augustus Renata Kolbovic      | Lauren Kalvaria Gabriela Lastra       | 7:5, 7:5          |
| 2003                                             | Amanda Augustus Mélanie Marois       | Nicole Sewell Andrea van den Hurk     | 7:64, 6:4         |
| 2004 gab es ein WTA-Turnier; siehe WTA Vancouver |                                      |                                       |                   |
| 2005                                             | Sarah Borwell Sarah Riske            | Lauren Barnikow Antonia Matic         | 6:4, 3:6, 7:60    |
| 2006                                             | Nicole Kriz Story Tweedie-Yates      | Jennifer Magley Courtney Nagle        | 7:5, 6:3          |
| ↓ Kategorie: $50.000 ↓                           |                                      |                                       |                   |
| 2007                                             | Stéphanie Dubois Marie-Ève Pelletier | Soledad Esperón Agustina Lepore       | 6:4, 6:4          |
| 2008                                             | Carly Gullickson Nicole Kriz         | Christina Fusano Junri Namigata       | 6:74, 6:1, [10:5] |
| ↓ Kategorie: $75.000 ↓                           |                                      |                                       |                   |
| 2009                                             | Ahsha Rolle Riza Zalameda            | Madison Brengle Lilia Osterloh        | 6:4, 6:3          |
| 2010                                             | Chang Kai-chen Heidi El Tabakh       | Irina Falconi Amanda Fink             | 3:6, 6:3, [10:4]  |
| ↓ Kategorie: $100.000 ↓                          |                                      |                                       |                   |
| 2011                                             | Karolína Plíšková Kristýna Plíšková  | Jamie Hampton Noppawan Lertcheewakarn | 5:7, 6:2, [10:2]  |
| 2012                                             | Julia Glushko Olivia Rogowska        | Jacqueline Cako Natalie Pluskota      | 6:4, 7:5, [10:7]  |
| 2013                                             | Sharon Fichman Maryna Zanevska       | Jacqueline Cako Natalie Pluskota      | 6:2, 6:2          |
| 2014                                             | Asia Muhammad Maria Sanchez          | Jamie Loeb Allie Will                 | 6:3, 1:6, [10:8]  |
| 2015                                             | Johanna Konta Maria Sanchez          | Ioana Raluca Olaru Anna Tatischwili   | 7:65, 6:4         |
| 2016 fand kein Turnier statt                     |                                      |                                       |                   |
| 2017                                             | Jessica Moore Jocelyn Rae            | Desirae Krawczyk Giuliana Olmos       | 6:1, 7.5          |
| 2018                                             | Desirae Krawczyk Giuliana Olmos      | Kateryna Koslowa Arantxa Rus          | 6:2, 7.5          |
| 2019                                             | Nao Hibino Miyu Katō                 | Naomi Broady Erin Routliffe           | 6:2, 6:2          |

## Quelle
- ITF Homepage